# Carylla cadabra
Carylla cadabra är en insektsart som beskrevs av Otte, D. och Perez-gelabert 2009. Carylla cadabra ingår i släktet Carylla och familjen syrsor. Inga underarter finns listade i Catalogue of Life.